# ژیان‌مرغ کوتوله دم‌کوتاه
ژیان‌مرغ کوتوله دم‌کوتاه (نام علمی: Myornis ecaudatus) گونه‌ای از پرندگان تیرهٔ ژیان‌مرغان (Tyrannidae) است که در ترینیداد و در همهٔ کشورهای آمریکای جنوبی به جز آرژانتین، شیلی، پاراگوئه و اروگوئه یافت می‌شود.